# Bruno Combes
Pour les articles homonymes, voir Combes.
Œuvres principales
- Le Secret de la montagne noire : Les Amants de la bergerie, tome 1 (roman, 2014)
- Le Secret de la montagne noire : La Promesse de cristal, tome 2 (roman, 2015)
- Seulement si tu en as envie… (roman, 2016)
- Ce que je n'oserai jamais te dire (roman, 2017)
- Parce que c'était toi… (roman, 2018)
- Je ne cours plus qu'après mes rêves (roman, 2019)
- La Part des Anges (roman, 2020)
- Un souffle sur la main (roman, 2021)
- Soixante secondes de bonheur (roman, 2022)
- Il existera toujours un chemin (roman, 2023)
- La neige ne tombe pas en hiver (roman, 2024)

Bruno Combes, né le 17 décembre 1962 à Caudéran (Gironde), et mort le 13 avril 2024 à Paris, est un romancier français.
Il est l'auteur de onze romans, publiés aux éditions Michel Lafon et aux éditions J’ai lu en format livre de poche.

## Biographie

### Débuts
Bruno Combes est né dans l'ancienne commune de Caudéran (désormais intégrée dans Bordeaux). Il commence par écrire des poèmes et des nouvelles dès son adolescence, avant de se lancer dans l’écriture de son premier roman en 2013.
Il a vécu à Lalande-de-Pomerol, un petit village situé à côté de Saint-Émilion, dans le Sud-Ouest de la France.

### Formation
Il est ingénieur chimiste de formation, et a étudié la chimie à la Faculté de Saint-Jérôme à Marseille, puis a complété son cursus par un diplôme d'études approfondies (DEA) en biostatistique et épidémiologie à la Faculté de médecine - université Bordeaux-II.

### Expérience professionnelle
Après ses études supérieures, Bruno Combes travaille dans plusieurs laboratoires pharmaceutiques d’abord comme chimiste puis comme responsable du département statistique chez CEVA Santé animale, de 1992 à 2004, puis consultant pour l'industrie pharmaceutique chez Stalphamis, de 2004 à 2014.

### Romancier
Son premier roman, Les Amants de la bergerie, le tome 1 de la saga Le Secret de la montagne noire, en 2014, est suivi par le second tome La Promesse de cristal en 2015. Il enchaîne avec Seulement si tu en as envie… en 2016, Ce que je n’oserai jamais te dire en 2017, Parce que c’était toi… en 2018, Je ne cours plus qu’après mes rêves en 2019, La Part des Anges en 2020, Un souffle sur la main, Soixante secondes de bonheur, Il existera toujours un chemin et enfin La neige ne tombe pas en hiver en avril 2024.
Dans ses romans, Bruno Combes s'attache à décrire les émotions et les sentiments humains. Ses sujets favoris sont les grands enjeux de la vie. Il explore des thèmes comme l'amour, le pardon, les secrets de famille, les choix de l'existence.
Ses trois premiers opus ont été publiés en auto-édition en version numérique sur la plate-forme Amazon Kindle Direct Publishing. Son troisième roman, Seulement si tu en as envie… séduit des dizaines de milliers de lecteurs et se classe au top des ventes pendant 45 jours en 2016 sur Amazon Kindle.
Ce succès lui ouvre alors les portes des éditeurs traditionnels. Il choisit de travailler avec les éditions Michel Lafon à partir de 2016. Ses livres sont publiés en France, en Belgique et au Québec, puis par les éditions J’ai lu au format poche à partir de 2017.
Plusieurs de ses romans sont présents à l'étranger, notamment en Serbie (éditeur Vulkan Izdavastvo) et en Russie (éditeur Eksmo).

### Mort
Bruno Combes meurt à l'âge de 61 ans dans la soirée du 13 avril 2024 dans le 15e arrondissement de Paris, des suites d'une crise cardiaque, alors qu'il était en dédicace quelques heures plus tôt dans le cadre du Festival du Livre de Paris.

## Publications
- Le Secret de la montagne noire : Les Amants de la bergerie tome 1, auto-édition, 2014, puis Michel Lafon, 2018  (ISBN 979-10-224-0313-9)
- Le Secret de la montagne noire : La Promesse de cristal, tome 2, auto-édition, 2015, puis éditions Michel Lafon, 2019  (ISBN 979-10-224-0314-6)
- Seulement si tu en as envie, auto-édition 2016, éditions Michel Lafon, 2016  (ISBN 2-7499-3035-9), puis éditions J’ai lu, 2017  (ISBN 2-290-13726-X)
- Ce que je n’oserai jamais te dire, éditions Michel Lafon , 2017  (ISBN 2-7499-3177-0), puis éditions J’ai Lu, 2018  (ISBN 2-290-15518-7)
- Parce que c’était toi…, éditions Michel Lafon, 2018  (ISBN 2-7499-3442-7), puis éditions J’ai lu, 2019  (ISBN 2-290-16488-7)
- Je ne cours plus qu’après mes rêves, éditions Michel Lafon, 2019  (ISBN 978-2-7499-3845-5), puis éditions J’ai lu, 2020  (ISBN 978-2290220283)
- La Part des anges, éditions Michel Lafon, 2020  (ISBN 2749942314), puis éditions J'ai lu, 2021  (ISBN 9782290249949)
- Un souffle sur la main, éditions Michel Lafon, 2021  (ISBN 2749942322), puis éditions J'ai lu, 2022  (ISBN 9782290364260)
- Soixante secondes de bonheur, éditions Michel Lafon, 2022  (ISBN 9782749947181), puis éditions J'ai lu, 2023  (ISBN 9782290382639)
- Instants, éditions J'ai lu  (ISBN 9782290395820)
- Il existera toujours un chemin, éditions Michel Lafon, 2023 (ISBN 9782749947198), puis éditions J'ai lu, 2024  (ISBN 9782290398166)
- La neige ne tombe pas en hiver, éditions Michel Lafon, 2024  (ISBN 9782749956336)